# Pilot Pen Tennis 2005 - Qualificazioni singolare maschile
Le qualificazioni del singolare maschile del Pilot Pen Tennis 2005 sono state un torneo di tennis preliminare per accedere alla fase finale della manifestazione. I vincitori dell'ultimo turno sono entrati di diritto nel tabellone principale. In caso di ritiro di uno o più giocatori aventi diritto a questi sono subentrati i lucky loser, ossia i giocatori che hanno perso nell'ultimo turno ma che avevano una classifica più alta rispetto agli altri partecipanti che avevano comunque perso nel turno finale.
Le qualificazioni del torneo Pilot Pen Tennis 2005 prevedevano 32 partecipanti di cui 4 sono entrati nel tabellone principale.

## Teste di serie
1. Andreas Seppi (Qualificato)
2. Florent Serra (secondo turno)
3. Ivo Minář (ultimo turno)
4. Răzvan Sabău (secondo turno)

1. Stefan Koubek (Qualificato)
2. Guillermo García López (Qualificato)
3. Lars Burgsmüller (ultimo turno)
4. Justin Gimelstob (primo turno)

## Qualificati
1. Andreas Seppi
2. Guillermo García López

1. Stefan Koubek
2. Andy Ram

## Tabellone

### Legenda
| - Q = Qualificato - WC = Wild card - LL = Lucky loser | - ALT = Alternate - SE = Special Exempt - PR = Protected Ranking | - w/o = Walkover - r = Ritirato - d = Squalificato |

### Sezione 1
|  | Primo turno         | Primo turno         | Primo turno         | Primo turno | Primo turno |  |  | Secondo turno | Secondo turno       | Secondo turno       | Secondo turno    | Secondo turno    |   |   | Ultimo turno | Ultimo turno  | Ultimo turno  | Ultimo turno | Ultimo turno |  |
|  |                     |                     |                     |             |             |  |  |               |                     |                     |                  |                  |   |   |              |               |               |              |              |  |
|  |                     |                     |                     |             |             |  |  |               |                     |                     |                  |                  |   |   |              |               |               |              |              |  |
|  |                     |                     |                     |             |             |  |  | 1             | Andreas Seppi       | Andreas Seppi       | 6                | 7                |   |   |              |               |               |              |              |  |
|  | Jan-Michael Gambill | Jan-Michael Gambill | Jan-Michael Gambill | 6           | 6           |  |  |               | Jan-Michael Gambill | Jan-Michael Gambill | 3                | 5                |   |   |              |               |               |              |              |  |
|  | František Čermák    | František Čermák    | František Čermák    | 4           | 3           |  |  |               |                     |                     |                  |                  |   |   | 1            | Andreas Seppi | Andreas Seppi | 6            | 6            |  |
|  | Eric Taino          | Eric Taino          | 65                  | 6           | 7           |  |  |               |                     | 7                   | Lars Burgsmüller | Lars Burgsmüller | 3 | 2 |              |               |               |              |              |  |
|  | Dick Norman         | Dick Norman         | 7                   | 3           | 5           |  |  |               | Eric Taino          | Eric Taino          | 4                | 4                |   |   |              |               |               |              |              |  |
|  | 7                   | Lars Burgsmüller    | 6                   | 5           | 6           |  |  | 7             | Lars Burgsmüller    | Lars Burgsmüller    | 6                | 6                |   |   |              |               |               |              |              |  |
|  |                     | Tejmuraz Gabašvili  | 4                   | 7           | 4           |  |  |               |                     |                     |                  |                  |   |   |              |               |               |              |              |  |

### Sezione 2
|  | Primo turno    | Primo turno            | Primo turno            | Primo turno | Primo turno |  |  | Secondo turno | Secondo turno          | Secondo turno          | Secondo turno          | Secondo turno          |   |   | Ultimo turno | Ultimo turno | Ultimo turno | Ultimo turno | Ultimo turno |  |
|  |                |                        |                        |             |             |  |  |               |                        |                        |                        |                        |   |   |              |              |              |              |              |  |
|  |                |                        |                        |             |             |  |  |               |                        |                        |                        |                        |   |   |              |              |              |              |              |  |
|  |                |                        |                        |             |             |  |  | 2             | Florent Serra          | Florent Serra          | 3                      | 2                      |   |   |              |              |              |              |              |  |
|  | Phillip King   | Phillip King           | Phillip King           | 6           | 7           |  |  |               | Phillip King           | Phillip King           | 6                      | 6                      |   |   |              |              |              |              |              |  |
|  | Nenad Zimonjić | Nenad Zimonjić         | Nenad Zimonjić         | 3           | 62          |  |  |               |                        |                        |                        |                        |   |   |              | Phillip King | Phillip King | 2            | 3            |  |
|  | Todd Perry     | Todd Perry             | 6                      | 2           | 6           |  |  |               |                        | 6                      | Guillermo García López | Guillermo García López | 6 | 6 |              |              |              |              |              |  |
|  | Yordan Kanev   | Yordan Kanev           | 3                      | 6           | 4           |  |  |               | Todd Perry             | Todd Perry             | 2                      | 1                      |   |   |              |              |              |              |              |  |
|  | 6              | Guillermo García López | Guillermo García López | 6           | 6           |  |  | 6             | Guillermo García López | Guillermo García López | 6                      | 6                      |   |   |              |              |              |              |              |  |
|  |                | Alexandru Muresan      | Alexandru Muresan      | 1           | 0           |  |  |               |                        |                        |                        |                        |   |   |              |              |              |              |              |  |

### Sezione 3
|  | Primo turno     | Primo turno     | Primo turno     | Primo turno | Primo turno |  |  | Secondo turno | Secondo turno   | Secondo turno | Secondo turno | Secondo turno |   |   | Ultimo turno | Ultimo turno | Ultimo turno | Ultimo turno | Ultimo turno |  |
|  |                 |                 |                 |             |             |  |  |               |                 |               |               |               |   |   |              |              |              |              |              |  |
|  |                 |                 |                 |             |             |  |  |               |                 |               |               |               |   |   |              |              |              |              |              |  |
|  |                 |                 |                 |             |             |  |  | 3             | Ivo Minář       | 3             | 6             | 6             |   |   |              |              |              |              |              |  |
|  | Toshiaki Sakai  | Toshiaki Sakai  | Toshiaki Sakai  | 6           | 6           |  |  |               | Toshiaki Sakai  | 6             | 1             | 4             |   |   |              |              |              |              |              |  |
|  | Ronald Mckenzie | Ronald Mckenzie | Ronald Mckenzie | 0           | 0           |  |  |               |                 |               |               |               |   |   | 3            | Ivo Minář    | Ivo Minář    | 63           | 62           |  |
|  | Sargis Sargsian | Sargis Sargsian | Sargis Sargsian | 7           | 6           |  |  |               |                 | 5             | Stefan Koubek | Stefan Koubek | 7 | 7 |              |              |              |              |              |  |
|  | Brandon Wai     | Brandon Wai     | Brandon Wai     | 5           | 4           |  |  |               | Sargis Sargsian | 7             | 0             | 6             |   |   |              |              |              |              |              |  |
|  | 5               | Stefan Koubek   | Stefan Koubek   | 6           | 6           |  |  | 5             | Stefan Koubek   | 6             | 6             | 7             |   |   |              |              |              |              |              |  |
|  |                 | Michael Nguyen  | Michael Nguyen  | 0           | 0           |  |  |               |                 |               |               |               |   |   |              |              |              |              |              |  |

### Sezione 4
|  | Primo turno      | Primo turno      | Primo turno      | Primo turno      | Primo turno |  |  | Secondo turno | Secondo turno | Secondo turno | Secondo turno | Secondo turno |   |   | Ultimo turno | Ultimo turno | Ultimo turno | Ultimo turno | Ultimo turno |  |
|  |                  |                  |                  |                  |             |  |  |               |               |               |               |               |   |   |              |              |              |              |              |  |
|  | 4                | Răzvan Sabău     | 6                | 3                | 6           |  |  |               |               |               |               |               |   |   |              |              |              |              |              |  |
|  |                  | Phillip Simmonds | 3                | 6                | 3           |  |  | 4             | Răzvan Sabău  | Răzvan Sabău  | 64            | 3             |   |   |              |              |              |              |              |  |
|  | Andy Ram         | Andy Ram         | 3                | 6                | 6           |  |  |               | Andy Ram      | Andy Ram      | 7             | 6             |   |   |              |              |              |              |              |  |
|  | Jamal Parker     | Jamal Parker     | 6                | 2                | 3           |  |  |               |               |               |               |               |   |   | Andy Ram     | Andy Ram     | Andy Ram     | 6            | 6            |  |
|  | Julian Knowle    | Julian Knowle    | Julian Knowle    | 7                | 7           |  |  |               |               | Scott Oudsema | Scott Oudsema | Scott Oudsema | 3 | 4 |              |              |              |              |              |  |
|  | Janko Tipsarević | Janko Tipsarević | Janko Tipsarević | 64               | 6(1)        |  |  | Julian Knowle | Julian Knowle | Julian Knowle | 4             | 1             |   |   |              |              |              |              |              |  |
|  |                  | Scott Oudsema    | Scott Oudsema    | Scott Oudsema    | W-O         |  |  | Scott Oudsema | Scott Oudsema | Scott Oudsema | 6             | 6             |   |   |              |              |              |              |              |  |
|  | 8                | Justin Gimelstob | Justin Gimelstob | Justin Gimelstob |             |  |  |               |               |               |               |               |   |   |              |              |              |              |              |  |